# Отруєне небо
Отруєне небо (англ. The Poison Sky) — п'ятий епізод четвертого сезону поновленого британського науково-фантастичного телесеріалу «Доктор Хто». Уперше транслювався на телеканалі BBC One 3 травня 2008 року. В епізоді представлені як колишня супутниця Марта Джонс, так і іншопланетна раса сонтаранців. Є другою частиною двосерійної історії: перша частина — епізод з назвою «План сонтаранців» — вийшла в ефір 26 квітня.
Продовжуючи події попереднього епізоду, в «Отруйному небі» атмосферу Землі наповнює отруйний газ, який використовується сонтаранцями для живлення їхніх нових клонів, яких вони мають намір вирощувати на Землі для війни.